# 903
903 (CMIII) je bilo navadno leto, ki se je po julijanskem koledarju začelo na soboto.

## Dogodki
- 1. januar
- Vikingi oplenijo Tours.

## Rojstva
- 7. december - Abdurahman Ali Sufi, arabski astronom († 986)

## Smrti
- avgust - Benedikt IV., papež